# Ангвила на Светском првенству у атлетици на отвореном 2017.
Ангвила је на 16. Светском првенству у атлетици на отвореном 2017. одржаном у Лондону од 4. до 13. августа учествовала шеснаести пут, односно учествовала је на свим првенствима до данас. Репрезентацију Ангвиле представљала је једна атлетичарка која се такмичила у трци на 100 метара,.
На овом првенству Ангвила није освојила ниједну медаљу нити је постигнут неки рекорд.

## Учесници
Жене:
- Решел Мид — Трка на 100 метара

## Резултати

### Жене
| Атлетичарка | Дисциплина | Лични рекорд | Квалификације | Квалификације | Полуфинале            | Полуфинале            | Финале                | Финале       | Детаљи                                   |
| Атлетичарка | Дисциплина | Лични рекорд | Резултат      | Место         | Резултат              | Место                 | Резултат              | Место        | Детаљи                                   |
| ----------- | ---------- | ------------ | ------------- | ------------- | --------------------- | --------------------- | --------------------- | ------------ | ---------------------------------------- |
| Решел Мид   | 100 м      | 12,42        | 12,67         | 7. у гр, 4    | Није се квалификовала | Није се квалификовала | Није се квалификовала | 43 / 46 (45) | Архивирано на веб-сајту (3. август 2018) |